# ГЕС Яупі
ГЕС Яупі (Паукартамбо І) – гідроелектростанція в Перу. Знаходячись після ГЕС Юнкан, становить нижній ступінь каскаду на річці Паукартамбо, лівому витоку Перене, котра в свою чергу є лівим витоком Тамбо (а та в свою чергу – лівим витоком Укаялі, правого витоку найбільшої річки світу Амазонки).
В межах проекту річку перекрили водозабірною греблею, завданням якої є відведення ресурсу до дериваційного тунелю. При цьому вище по сточищу відбувається накопичення води у семи водосховищах загальним корисним об’ємом 69 млн м3 – Huangush Alto (24,8 млн м3), Jaico (15,9), Altos Machay (13,8), Matacocha (10,9), Вікторія (1,6), Pacchapata (1,4) та Huangush Bajo (0,7). 
Тунель прокладений через правобережний масив та має довжину 12,5 км при діаметрі від 3 до 3,9 метра. На завершальному етапі по схилу гори спускаються два напірні водоводи довжиною 1,2 км та 1,3 км з діаметрами 2 та 1,5 метри відповідно.
У 1957-му машинний зал обладнали трьома турбінами типу Пелтон потужністю по 20,9 МВт, до яких за десять років додали ще дві того ж типу, але по 24,1 МВт. При напорі у 527 метрів це обладнання забезпечує виробництво 809 млн кВт-год електроенергії на рік.
Відпрацьована вода повертається до Паукартамбо, на березі якої стоїть машинний зал.
Видача продукції відбувається по ЛЕП, розрахованій на роботу під напругою 138 кВ.